# アイズナー賞
アイズナー賞（アイズナーしょう）、正式名称ウィル・アイズナー漫画業界賞（ウィル・アイズナーまんがぎょうかいしょう、The Will Eisner Comic Industry Award）は、アメリカで最も権威ある漫画賞の一つで、「漫画のアカデミー賞」と呼ばれる。識者と業界人によって受賞作が選ばれるのが特徴。

## 概要
アメリカの漫画のうち、創造的な作品に対して贈られる。1988年に、カービー賞の後継として創設された。名前は漫画家のウィル・アイズナーに因み、本人も2005年に死去するまで積極的に式典に参加していた。
「コミックの殿堂」も含めると、部門数は2007年開催時で39部門にも及ぶ。各部門は出版社および作家が選んだ作品の中から5名の委員のそれぞれによって作品がノミネートされ、最終的に業界人（出版社、作家、代理店、書店）による投票で決定される。受賞作は毎年、カリフォルニア州サン・ディエゴのコミコン・インターナショナルで発表される。

## 歴史
Fantagraphics Books社によって1984年に創設されたカービー賞が前身である。1987年に同社の社員で賞の代表を務めていたDave Olbrichと社の間に意見の対立が生じ1988年にFantagraphics Books社はハーベイ賞を、Olbrichはアイズナー賞を創設した。創設された当初は11部門で委員会は置かれず、完全に業界人による投票制だった。
Olbrichが多忙になったため、1990年からはJackie Estradaが代表に着任。1992年から漫画に関し優れた知識を持つ5名の委員が年度ごとに選ばれ、ノミネートに関して決定権を持つように定められた。

## 日本の作品・漫画家の受賞歴
2023年現在、日本人の受賞は下記の通り。なお、米国外の漫画に関してはあくまで「英訳されたアメリカでの出版物」に対して贈られる。

### 最優秀子供向け出版（9〜12歳）（Best Publication for Kids (ages 9-12)）
- 2021 Superman Smashes the Klan（『スーパーマン・スマッシュ・ザ・クラン』グリヒル、原作：ジーン・ルエン・ヤン）[1][2]

### 最優秀ユーモア出版物（Best Humor Publication）
- 1998 Gon Swimmin' , Paradox Press（『ゴン』田中政志）
- 2020 The Way of the Househusband（『極主夫道』おおのこうすけ）

### 最優秀実話作品（Best Reality-Based Work）
- 2010 A Drifting Life（『劇画漂流』辰巳ヨシヒロ）

### 最優秀コミカライズ作品賞（Best Adaptation from Another Medium）
- 2019 Frankenstein（『フランケンシュタイン』伊藤潤二、原作：メアリー・シェリー）[3]
- 2021 Superman Smashes the Klan（『スーパーマン・スマッシュ・ザ・クラン』グリヒル、原作：ジーン・ルエン・ヤン）[1][2]

### 最優秀国際作品（Best U.S. Edition of International Material）
- 1998 Gon Swimmin' , Paradox Press（『ゴン』田中政志）同賞第一回受賞作
- 1999 Star Wars: A New Hope--Manga, Dark Horse（『スター・ウォーズ 新たなる希望』田巻久雄）
- 2000 Blade of the Immortal, Dark Horse（『無限の住人』沙村広明）
- 2001 Lone Wolf and Cub, Dark Horse（『子連れ狼』小池一夫原作、小島剛夕作画）
- 2002 Akira（『AKIRA』大友克洋）
- 2004 Buddha, Vertical（『ブッダ』手塚治虫）1〜2巻
- 2005 Buddha, Vertical（『ブッダ』手塚治虫）3〜4巻

### 最優秀日本作品（Best U.S. Edition of International Material - Japan）
- 2007 Old Boy（『ルーズ戦記 オールドボーイ』土屋ガロン、嶺岸信明）同賞第1回受賞作
- 2008 Tekkonkinkreet: Black & White（『鉄コン筋クリート』松本大洋）
- 2009 Dororo（『どろろ』手塚治虫）

### 最優秀アジア作品（Best U.S. Edition of International Material - Asia）
- 2010 A Drifting Life（『劇画漂流』辰巳ヨシヒロ）
- 2011 20th Century Boys（『20世紀少年』浦沢直樹）
- 2012 Onward Towards Our Noble Deaths（『総員玉砕せよ!』水木しげる）
- 2013 20th Century Boys（『20世紀少年』浦沢直樹）再受賞
- 2014 The Mysterious Underground Men（『地底国の怪人』手塚治虫）
- 2015 Showa A History of Japan（『コミック昭和史』水木しげる）
- 2018 My Brother's Husband（『弟の夫』田亀源五郎）
- 2019 Tokyo Tarareba Girls（『東京タラレバ娘』東村アキコ）[3]
- 2020 Witch Hat Atelier（『とんがり帽子のアトリエ』白浜鴎）
- 2020 Cats of the Louvre（『ルーヴルの猫』松本大洋）
- 2021 Remina（『地獄星レミナ』伊藤潤二）
- 2022 Lovesickness（『死びとの恋わずらい』伊藤潤二）[4]
- 2023 Shuna's Journey（『シュナの旅』宮崎駿）
- 2024 My Picture Diary（『私の絵日記（英語版）』藤原マキ）[5]
- 2025 Tokyo These Days（『東京ヒゴロ（英語版）』松本大洋）[6]

### 最優秀アーカイブプロジェクト（Best Archival Collection/Project）
- 2002 Akira, Dark Horse（『AKIRA』大友克洋）

### 最優秀ライター/アーティスト（Best Writer/Artist）
- 2021 Remina,Venus in the Blind Spot（『地獄星レミナ』、『伊藤潤二短編集 BEST OF BEST』伊藤潤二）

### 最優秀ペインター/マルチメディアアーティスト（本編作画） （Best Painter/Multimedia Artist (interior art) ）
- 2018 Sana Takeda, Monstress, Image Comics（『モンストレス』タケダサナ）
- 2022 Sana Takeda, Monstress, Image Comics（『モンストレス』タケダサナ）[7]

### 最優秀カバーアーティスト（Best Cover Artist）
- 2018 Sana Takeda, Monstress, Image Comics（『モンストレス』タケダサナ）
- 2021 Peach Momoko（桃桃子）[1][2]

### 最優秀彩色（Best Colorist/Coloring）
- 1992 Akira,Marvel（『オールカラー国際版AKIRA』大友克洋、ただし彩色はアメリカのスタッフによるもの） 同賞第1回受賞作

### 最優秀漫画関連書籍（Best Comics-Related Book）
- 1995 The Sandman: The Dream Hunters, DC/Vertigo（『夢の狩人-The sandman』、ニール・ゲイマン原作、天野喜孝作画）

### 漫画家の殿堂（The Will Eisner Award Hall of Fame）
コミックの殿堂とも翻訳される。
- 2002 手塚治虫（審査員による選出）
- 2004 小池一夫（審査員による選出）
- 2004 小島剛夕（審査員による選出）
- 2012 大友克洋
- 2014 宮崎駿
- 2018 高橋留美子
- 2022 萩尾望都[8]
- 2024 中沢啓治[9]
- 2025 水木しげる[10]、伊藤潤二[11]

## 参考資料
- The Eisner Awards FAQ
- en:Eisner Award